# Valea Salciei (okręg Bacău)
Valea Salciei – wieś w Rumunii, w okręgu Bacău, w gminie Vultureni. W 2011 roku liczyła 76 mieszkańców.